# Банска Селница
Банска Селница је насељено мјесто у саставу града Карловца, у Карловачкој жупанији, Република Хрватска.

## Географија
Банска Селница се налази око 20 км источно од Карловца.

## Историја
Банска Селница се од распада Југославије до августа 1995. године налазила у Републици Српској Крајини.

## Становништво
Према попису становништва из 2011. године, насеље Банска Селница је имало 90 становника.
| Демографија | Демографија | Демографија |
| Година      | Становника  | Становника  |
| ----------- | ----------- | ----------- |
| 1971.       | 236         |             |
| 1981.       | 195         |             |
| 1991.       | 158         |             |
| 2001.       | 122         |             |
| 2011.       |             | 90          |